# Teemu Sippo
Teemu Jyrki Juhani Sippo, S.C.I. (Lahti, 20 de maio de 1947) é um clérigo católico romano finlandês, bispo-emérito da Diocese de Helsínquia.

## Biografia
Dom Teemu nasceu na cidadezinha de Lahti, numa família luterana e converteu-se ao catolicismo em 1966. Decidiu pelo sacerdócio e em 11 de outubro de 1970 fez sua profissão na Congregação dos Sacerdotes do Sagrado Coração de Jesus ou Dehonianos.
Estudou teologia na Universidade de Freiburgo, onde foi orientado por Karl Lehmann (mais tarde cardeal), escrevendo sua tese sobre o princípio do protestantismo de Paul Tillich. Em 28 de maio de 1977 foi ordenado padre. Após isso, ele trabalhou em Helsinque e Jyväskylä.
Em julho de 2008, Padre Sippo foi nomeado administrador diocesano, depois do bispo anterior, Józef Wróbel, ser enviado de volta à Polônia para servir como bispo auxiliar.
Em 16 de junho de 2009, o papa Bento XVI o nomeou bispo de Helsinque. Recebeu a consagração episcopal em 5 de setembro do mesmo ano, das mãos do cardeal Karl Lehmann (bispo de Mogúncia). Os principais co-consagradores foram Józef Wróbel, SCI, Bispo Auxiliar de Lublin, e Czeslaw Kozon, Bispo de Copenhague. Adotou como lema Christus fons vitæ (Cristo, a fonte da vida).
Sippo foi o primeiro bispo católico romano nascido na Finlândia desde Arvid Kurck, o último antes da Reforma (1464–1522). Sua consagração ocorreu na Catedral Luterana de Turku, com a presença de membros e clero de outras igrejas, como o arcebispo luterano Jukkar Paarma e o arcebispo ortodoxo Leo Makkonen.
Foi muito ativo no diálogo ecumênico e chegou a presidir o Conselho Ecumênico Finlandês entre 2010 e 2015.
Em 26 de dezembro de 2018, bispo Teemu Sippo foi vítima de uma grave queda que lhe provocou um traumatismo cranioencefálico. Em razão disso, demissionou-se do cargo em 20 de maio de 2019.